# 알바주

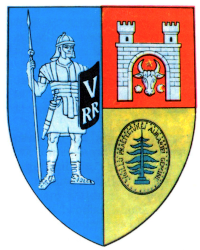
주 문장

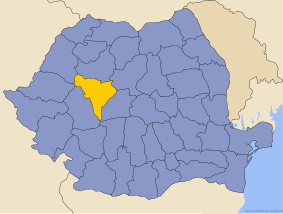
알바 주의 위치

알바주(루마니아어: Judeţul Alba)는 루마니아 트란실바니아 지방에 위치한 주로, 주도는 알바이울리아이며 면적은 6,242km2, 인구는 382,747명(2002년 기준), 인구 밀도는 61명/km2, ISO 3166-2 코드는 RO-AB이다. 동쪽으로는 시비우 주와 무레슈 주, 서쪽으로는 비호르 주와 아라드 주, 북쪽으로는 클루지 주, 남서쪽으로는 후네도아라 주와 접하며 4개 시와 7개 마을, 68개 지방 자치체를 관할한다.